# کیت مورگان چادویک
کیت مورگان چادویک (انگلیسی: Kate Morgan Chadwick) بازیگر، خواننده، بازیگر تلویزیون، بازیگر سینما، و بازیگر تئاتر اهل ایالات متحده آمریکا است.